# Малиновка (Семёновский район)
Малиновка (укр. Малинівка) — село,
Устимовский сельский совет,
Семёновский район,
Полтавская область,
Украина.
До 2016 года село носило название Чапаевка.
Код КОАТУУ — 5324588013. Население по переписи 2001 года составляло 306 человек.

## Географическое положение
Село Малиновка находится на расстоянии в 2,5 км от села Устимовка и в 3-х км от села Егоровка.

## История
- 2008 — изменён статус с посёлка на село.

## Объекты социальной сферы
- Клуб.